# 深心院関白記
深心院関白記（じんしんいんかんぱくき）とは、鎌倉時代の公卿・近衛基平の日記。記述は基平が10歳であった建長7年（1255年）から関白在任中のまま死去する文永5年（1268年）までに及ぶが、所々欠落がある。「深心院基平公記」とも呼ばれる。陽明文庫に自筆の原本が6巻現存し、写本、伝本も複数存在する。
深心院とは基平の号であるが、その由来については判然としない。今日基平の号はほぼ深心院で固定しているが、この呼称は早くから使われていたものではなく、基平を深心院と呼ぶ史料の初見は1312年の玉葉和歌集である。
歴代の摂関家は、ゆかりのある寺院や、別荘の地名を号にすることが多い。基平の父、近衛兼経は、晩年を過ごした別邸から岡屋殿と呼ばれ、祖父近衛家実もまた、晩年を過ごした猪隈の別邸から猪隈殿と呼ばれた。
しかし、基平は関白在任中のまま若くして病没した為、晩年を過ごした別邸はない。京都・嵯峨の西谷に別邸があったらしいが、正確な場所は分かっていない。京都府長岡市栗生光明寺の境内に深心院と呼ばれる場所があるが、基平の号の由来となっているかは不明。

## 内容
記述は基平が10歳で権中納言になった建長7年に始まり、赤痢の為に没した文永5年の3月で終わる。原本6巻の内、4巻以降の3巻は筆跡に一貫性があり、途中、白紙を継ぎいれて補填をしていたりすることからほぼ基平の自筆と断定できる。1巻から3巻は、筆跡に一貫性がなく、写本の可能性もあるが、基平が未熟で書風が確立されていなかっただけとも考えられる。また、一巻は複数の固有名詞を除けば、全体的な記述が祖父家実の日記猪隈関白記と酷似しており、基平は祖父家実の日記を模倣して、日記の書き方を修養していったと分析されている。
基平の公私にかかわる行事についての記述が主要で、蒙古との折衝に関する記述もあり、元寇を研究、検証する史料として貴重な日記である。